# Yves Mourousi
Yves Mourousi, né le 20 juillet 1942 à Suresnes et mort le 7 avril 1998 à Paris 8e, est un journaliste français de télévision et de radio.
Il a notamment été le présentateur pendant 13 ans, de 1975 à 1988, des journaux d’informations télévisés sur TF1 : IT1 13 Heures, TF1 Actualités 13 Heures et enfin le Journal de 13 heures de TF1 (avec sa consœur Marie-Laure Augry).
Célèbre pour son apostrophe « Bonjour ! » lancée à chaque début d'émission, ou bien pour ses clins d'œil complices à l'actualité à l'entame de ses journaux télévisés, Yves Mourousi est à l'origine d'un changement de style et d'innovations dans la présentation des informations télévisées en France.

## Biographie

### Famille et enfance
Né de père inconnu, le jeune Yves Mourousi est élevé par sa grand-mère, Marie Figueira d'Almeida (1888-1971) et s'invente une mère parfaite.
En réalité, la princesse Euphrosine Mourousi (1907-1965), émigrée russe de noblesse phanariote mais désargentée, était durant la Seconde Guerre mondiale une intrigante, collaboratrice des Allemands, au point d'être considérée comme faisant partie des « comtesses de la Gestapo ». Pour gagner sa vie durant l'Occupation, cette trentenaire toxicomane profite du trafic de cigarettes et dénonce des familles juives et d'immigrés russes. D'après l'historien Cyril Eder, elle aurait fait de la prison pour avoir escroqué les nazis et en serait sortie pour accoucher en juillet 1942 d'Yves Mourousi.
Durant sa jeunesse l'enfant se pose longtemps des questions sur sa filiation, sa mère ayant eu des aventures avec des Français et des officiers allemands ; elle lui annonce que son père serait un certain Richard Glorieux (1905-1954), collaborateur français. En avril 1947 elle est arrêtée et emprisonnée. En 1950 elle est condamnée à trois ans de prison pour intelligence avec l'ennemi. Elle meurt à Athènes (Grèce), en 1965.
Yves Mourousi effectue ses études secondaires au lycée Lakanal de Sceaux,. Il entre ensuite à la faculté de droit de Paris et à l'École des langues orientales.

### Débuts journalistiques
Devenu journaliste radio à l'ORTF en 1966 à la station France Inter, Yves Mourousi effectue un stage d'été comme journaliste à la Maison de la radio en juin 1967. Le 13 août 1967 il réalise son premier reportage radio lors d'un important séisme à Arette, dans le Béarn. Alors qu'il se trouve en vacances dans la région il impose ainsi à l'ORTF de rapporter l'événement en direct durant quatre jours de suite. Il revient en triomphe à la maison ronde de la radio à l'été 1967,.
Lors des événements de mai 1968 Mourousi réalise sa première interview télévisée en interrogeant Alain Peyrefitte, ministre de l’Éducation nationale. Le 6 novembre 1968, il présente pour la première fois le journal de 13 heures de France Inter, après avoir été rédacteur puis rédacteur en chef d’Inter actualités magazine, la tranche d'information de la mi-journée.
En 1972 le rédacteur en chef Christian Bernadac sélectionne plusieurs de ses jeunes journalistes de France Inter pour qu'ils produisent et fournissent à la toute nouvelle troisième chaîne de l'ORTF des sujets d'actualités quotidiens intitulés « Inter 3 » ; Mourousi est choisi, ainsi que, parmi ses collègues journalistes, Jean-Claude Bourret et Régis Faucon.
Il anime en 1973 sur la première chaîne de l'ORTF l'émission Feux croisés.
Fin 1974 Christian Bernadac prend les commandes de la première chaîne ORTF, qui va devenir TF1, et entraîne son équipe de « la trois » vers « la une ».
En 1975, alors que depuis 1968 l'arrivée du Tour de France se déroule à la Cipale, dans le bois de Vincennes, Yves Mourousi et Félix Lévitan, codirecteur du Tour de France, suggèrent l'idée d'une arrivée finale sur l'avenue des Champs-Élysées à Paris. Mourousi contacte personnellement le nouveau président de la République Valéry Giscard d'Estaing pour qu'il autorise l'administration à réaliser ce projet. Ainsi, le 20 juillet 1975 la première arrivée du Tour de France se tient sur l'avenue des Champs-Élysées.

### Consécration: la présentation du journal de 13 heures de TF1
Du 6 janvier 1975, jour marquant la naissance de TF1 à l'antenne en remplacement de la première chaîne de l'ORTF, à 1981, Yves Mourousi est le présentateur et rédacteur en chef du journal « IT1 13 Heures ». Il devient ensuite le présentateur de « TF1 Actualités 13 Heures », avec à ses côtés successivement Claude Pierrard, Michel Denisot, Jean-Pierre Pernaut et, à partir de 1981 du journal de 13 heures de TF1 avec à ses côtés Marie-Laure Augry, constituant ainsi un duo quotidien.
Mourousi apporte un changement radical aux journaux télévisés en France en étant le premier à faire sortir régulièrement le journal de son studio, avec au minimum un direct en extérieur chaque semaine. Il est également le premier après Léon Zitrone en 1971 à faire l'interview, mais en direct, du secrétaire général du Parti communiste soviétique Léonid Brejnev, depuis la place Rouge à Moscou, époque de l'URSS. Il est également en direct de Pologne en 1977 puis de la place Tian'anmen à Pékin en 1979.
Depuis les quatre coins du monde et chaque jour, il lance à l'antenne son célèbre « Bonjour ! ». Cette apostrophe est peu conforme aux usages conservateurs de l'époque ; il crée ce gimmick, à la suite de sa première présentation à la radio, le 6 novembre 1968, car tétanisé il oublie de saluer les auditeurs.
À cette époque, la durée du journal télévisé de TF1 s'étend sur une heure, avec une première partie consacrée à l'actualité et une seconde partie plus tournée vers la culture, l'innovation et les arts. Mourousi présente certains de ses journaux dans des lieux insolites, par exemple un bloc opératoire d'où les téléspectateurs peuvent suivre en direct l'opération d'un malade à cœur ouvert, une centrale nucléaire, un sous-marin en plongée, un porte-avions de la marine française, l'avion supersonique Concorde ou encore le stade Geoffroy-Guichard à Saint-Étienne, le jour du quart de finale de la Coupe d'Europe des clubs Champions contre Liverpool en 1977.
En 1985 il réalise en duplex et en direct l'interview du président de la Côte d'Ivoire, Félix Houphouët-Boigny, depuis le studio du journal de 13 h, à la suite de l'élection de ce dernier pour un sixième mandat, avec une question audacieuse : « Un sixième mandat pour quoi faire, monsieur le président ? ».

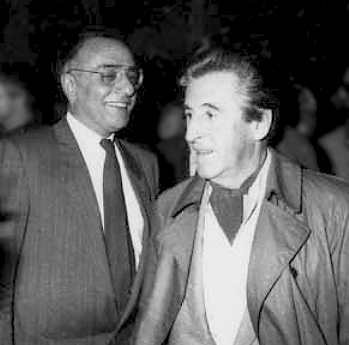
Yves Mourousi et Jean Lefebvre en 1983, à Toulouse.

Il se distingue aussi par ses facéties liées à l'actualité :
- le jour où le général Jaruzelski impose l'état de siège à la Pologne le 13 décembre 1981, Yves Mourousi remplace son célèbre « Bonjour ! », par « Dzień dobry ! » en polonais et apparaît pour l'occasion vêtu d'un imperméable sombre et chaussé de lunettes noires, à l'instar du dirigeant communiste ;
- il arbore à nouveau l'imperméable et les lunettes noires du président polonais lorsque ce dernier vient en visite en France le 4 décembre 1985, au grand dam du Premier ministre français, Laurent Fabius ;
- il porte un casque de chantier avec un logo Bouygues, le jour de la privatisation de TF1, le 16 avril 1987, une façon de dire « je suis et je reste indépendant » vis-à-vis de Francis Bouygues[24],[25].

Le 18 février 1988, après un an de conflit avec la nouvelle direction de TF1 (Francis Bouygues et Patrick Le Lay), il présente avec Marie-Laure Augry son dernier journal télévisé, cédant alors sa place à Jean-Pierre Pernaut,,.

#### Activités annexes à la même période
En 1976 Yves Mourousi crée avec Jacques Plaine, président de la Fédération française des syndicats des libraires, la Fête du livre aux Tuileries.
En 1978 il est nommé « Monsieur Moto », chargé de mission auprès du ministre de la Jeunesse et des Sports. À cette occasion, il est l'initiateur du projet de construction du circuit Carole en région parisienne.
Du 5 mars au 15 décembre 1984 il présente le magazine d'information Aventures inattendues sur TF1. Dans cette émission est abordée une thématique liée à la consommation, l'industrie ou la recherche. Le magazine est articulé autour d'un reportage, d'une rencontre et d'un débat.
En mai 1984 Yves Mourousi ouvre son bar « Le Look » dans le quartier des Halles, au 49 rue Saint-Honoré, dans le centre de Paris alors en pleine mutation avec le « trou des Halles ».
En 1985 il enregistre un disque intitulé 19 (dix-neuf), adaptation française de la chanson Nineteen de Paul Hardcastle, un texte déclamé sur une musique pop, évoquant les faits relatifs à la guerre du Vietnam relatés sur un mode journalistique. L'âge moyen des soldats du Viet-Nam s'élève à 19 ans, expression répétée en boucle, le chiffre 19 devenant le leitmotiv du morceau. Il enregistre un second disque intitulé « ça va ? » en cette même année 1985.
En 1985 et 1986, ne craignant pas d'inviter pour son interview des personnes faisant partie des grands de ce monde, il conçoit et anime à trois reprises l'émission Ça nous intéresse... Monsieur le Président avec François Mitterrand. La 1re émission est diffusée en direct le dimanche 28 avril 1985. Mourousi fait sensation lorsque, assis sur le coin du bureau présidentiel, il interroge le chef de l'État, en lui demandant s'il est « un président chébran ». Lors de l'émission suivante, le 15 décembre 1985, Mourousi cède ensuite sa place à un jeune prodige de 14 ans et demi, Cyrille de Vignemont, surdoué de l'informatique, lequel questionne le président Mitterrand. La dernière émission est diffusée le 2 mars 1986, une quinzaine de jours avant le premier tour des élections législatives.
En décembre 1988 Mourousi présente sur TF1 Au nom du peuple français, émission de fiction historique avec notamment son collègue Léon Zitrone, dans laquelle il réécrit le procès de Louis XVI et à la fin de laquelle les Français sont appelés à voter. Ainsi, 55 % des suffrages exprimés se prononcent pour l'acquittement.

### L'après13 heures
De 1987 à 1989 Yves Mourousi est le directeur des opérations spéciales de TF1. Il occupe cette fonction après son éviction du journal de 13 heures, en février 1988. De 1989 à 1991, il devient conseiller d'Hervé Bourges, directeur général de RMC et anime de La Politique autrement, une interview politique quotidienne.
En 1990, sur Antenne 2, il assure une interview dans l'émission Télé Zèbre de Thierry Ardisson.

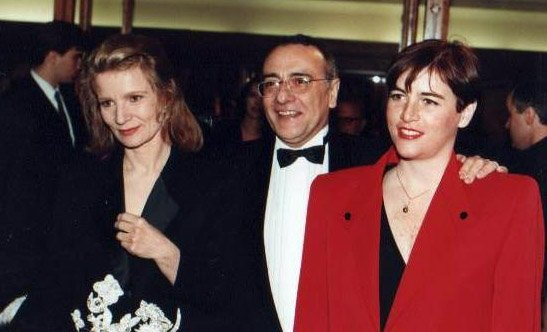
Yves Mourousi et son épouse Véronique, avec Nicole Garcia (à gauche), lors de la 16e cérémonie des César en 1991.

De 1991 à 1994 il est le directeur des programmes et des opérations extérieures de RMC.
En 1995 l’institut national des sports et de l’éducation physique (INSEP) lui confie la charge d'organiser son cinquantenaire. Dans ce cadre, Yves Mourousi organise du 17 au 21 mai le 1er Sommet des géants du sport, plus grand événement sportif jamais organisé en France, hors compétitions, lequel réunit sur le site du célèbre institut plus de 600 champions et stars du sport, toutes générations confondues, et près de 350 000 personnes.
De 1996 à 1998 il est nommé responsable de la mission Paris 2000 de la Mairie de Paris, chargée d'organiser les festivités de l'an 2000, sur proposition du maire de Paris Jean Tiberi.
En 1997 il annonce dans le quotidien La Marseillaise son intention de poser sa candidature à la mairie de Cannes aux élections municipales de 2001. Dans cette perspective il souhaite « réunir, sans exclusive, et en dehors des habituels clivages politiques habituels ». Mourousi ne concrétisera pas ce projet électoral et ne pourra mener sa tâche à son terme dans la capitale.

### Vie privée et mort

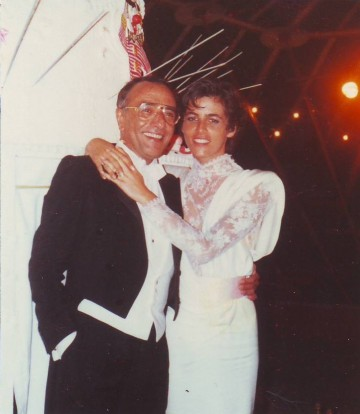
Yves Mourousi et son épouse Véronique lors de leur mariage à Nîmes en 1985.

Yves Mourousi, habitué de la vie nocturne parisienne avec ses excès (drogue, alcool et sexe), a une réputation de célibataire endurci. Il mène jusqu'en 1985 une vie essentiellement homosexuelle, à l'insu du grand public bien que lui-même n'en fasse pas un grand secret dans son milieu professionnel. Danièle Gilbert évoque en 2018 dans son autobiographie une relation entre le journaliste et David Bowie.
En 1976 le journaliste Philippe Bouvard évoque « ses goûts » pour les hommes, dans son livre journal de bord Du vinaigre sur les Huiles, dans une chronique sur sa fausse idylle avec Mireille Mathieu, mise en scène pour la presse.
En 1984 Yves Mourousi fait allusion à son homosexualité dans un entretien accordé au journal gay Magazine mais, en raison de la faible circulation de ce périodique, l'entretien passe alors inaperçu auprès du grand public.
Le 28 septembre 1985 il épouse Véronique Audemard d'Alançon (1961-1992), et le mariage religieux est célébré à l'église Saint-Paul de Nîmes, à deux pas des arènes. Ce mariage est l'événement mondain de l'année 1985. Des milliers de personnes, dont de nombreux médias, sont présents à Nîmes, le marié ayant convié le Tout-Paris : acteurs, réalisateurs, artistes, journalistes.
Selon divers témoignages, l'union d'Yves Mourousi avec Véronique Audemard d'Alançon est, contrairement aux rumeurs qui la veulent « bidon », un véritable mariage d'amour : le journaliste aurait mal vécu de voir ses noces tournées en dérision par Coluche et Thierry Le Luron lors d'un mariage parodique quelques jours avant la véritable cérémonie,,,,.
De leur union naît une fille, Sophie, le 20 juillet 1986 (soit lors du quarante-quatrième anniversaire d'Yves Mourousi). En 1987, Véronique, enceinte, perd leur deuxième enfant dans un grave accident de voiture[réf. nécessaire].
Son épouse meurt en juillet 1992, à 31 ans, d'une méningite foudroyante,.
Yves Mourousi meurt le 7 avril 1998 des suites d'un malaise cardiaque,,. Sa dépouille repose au cimetière du Montparnasse, auprès de son épouse Véronique,,.

## Attentat
Le 31 août 1978 Yves Mourousi échappe à un attentat à l'explosif à son domicile. Une bombe fait exploser son appartement et une partie de l'immeuble situé au 126 boulevard Suchet, dans le 16e arrondissement de Paris. L'attentat est revendiqué par un certain « Front uni arabe », une organisation qui n'a jamais existé. Un mystère entoure toujours cette affaire : Yves Mourousi a-t-il été réellement visé ou serait-ce son compagnon, Éric Yung, lequel, avant d'être journaliste et écrivain, a fait partie d'un service de la police judiciaire du 36, quai des Orfèvres ? Pour autant, le jour même Mourousi tient à présenter le journal de 13 heures de TF1.
L'affaire est relayée dans le journal télévisé, mais Mourousi laisse le soin à Michel Denisot de l'annoncer. Mourousi ne veut faire aucun commentaire, d’autant plus que cela pourrait impliquer son compagnon à l'antenne et dévoiler ainsi sa vie intime. Le présentateur remercie toutefois les personnes qui l'ont soutenu lors de cette épreuve.

## Spectacles et chansons
- 1980 : Yves Mourousi fait partie de l'association de la presse du music-hall et du cirque (PAVDEC-Presse associée de la variété, de la danse et du cirque) créée par Jacqueline Cartier, avec le soutien amical de Pierre Cardin, qui rassemble notamment Guy des Cars, Christian Boner, Francis Fehr et Jean-Pierre Thiollet. Il est également membre du jury du premier Festival mondial du cirque de demain.
- Président d'honneur du « Monde Festif en France », principale association des forains de France, qui lui doivent leur installation chaque année dans les jardins des Tuileries, il organise et met en scène de nombreux spectacles, la comédie musicale Barnum, Les Nuits de l'armée... Véritable succès le premier soir de la représentation, Barnum connaît par la suite l'échec.
- En 1985 il interprète deux chansons : la première, intitulée Ça va ? produite par Mort Shuman et co-écrite avec Shuman, enregistrée au Palais des congrès de Paris. La seconde, intitulée Dix-Neuf, évoque la guerre du Viêt Nam et de ses conséquences sur la jeunesse américaine[51]; version française du titre 19, succès international signé par le musicien Paul Hardcastle. Le musicien aurait lui-même demandé à Mourousi de poser sa voix sur la bande musicale.

## Documentaires
- Quelques jours après sa mort, sur Canal+, un documentaire proposé par Michel Denisot et Marc-Olivier Fogiel lui rend hommage[52].
- En 2012 l'un des numéros d'Un jour, un destin, présentée par le journaliste Laurent Delahousse, lui est consacré[53].

## Filmographie
- 1977 : L'Animal de Claude Zidi : lui-même
- 1980 : Alors... Heureux ? de Claude Barrois : un journaliste TV
- 1982 : Deux heures moins le quart avant Jésus-Christ de Jean Yanne : le présentateur du journal télévisé
- 1982 : Qu'est-ce qui fait craquer les filles... de Michel Vocoret : lui-même
- 1985 : Cinématon #521 de Gérard Courant : lui-même
- 1998 : Les Fans (court-métrage) de Francis Duquet : lui-même

## Publications
- Yves Mourousi, Les 300 inévitables, Julliard, 1973
- P. Horay, Barnum, roi du bluff (préface et postface d'Yves Mourousi), 1981
- Yves Mourousi, avec Marie-Laure Augry, Les Vainqueurs 1985-1986, Édition Atlas, 1985
- Yves Mourousi, Il est temps de parler, Flammarion / RMC Editions, 1986
- Yves Mourousi, Salut Mathias, Michel Lafon, 1987
- Yves Mourousi, Brando, le destin, Michel Lafon, 1991

## Distinctions
- Chevalier de la Légion d'honneur en 1995[54]
- Officier de l'ordre national du Mérite
- Commandeur de l'ordre des Arts et des Lettres
- Sept d'or
- Grand prix de la communauté européenne de radiodiffusion (1969 et 1971)

#### Ouvrages
- Christophe Carrière, Yves Mourousi, Ombre et lumière, Balland, 2013.

#### Articles
- Florent Barraco, « Yves Mourousi, splendeurs et misères d'un présentateur de JT : Épisode 4. On les croyait intouchables, ils ont été touchés, voire coulés. Cette semaine, gros plan sur le présentateur du JT le plus punk du PAF. », sur Le Point, 26 juillet 2020

### Ressource radiophonique
- Fabrice Drouelle, « Yves Mourousi, roi de l’info spectacle  » [audio], émission Affaires sensibles (48 min), France Inter, 17 février 2025.